# Långsjön (Bollnäs socken, Hälsingland, 678171-151912)
Långsjön är en sjö i Bollnäs kommun i Hälsingland och ingår i Testeboåns huvudavrinningsområde. Sjön har en area på 0,195 kvadratkilometer och ligger 323,5 meter över havet.

## Delavrinningsområde
Långsjön ingår i det delavrinningsområde (678244-151677) som SMHI kallar för Utloppet av Långsjön. Medelhöjden är 376 meter över havet och ytan är 11,54 kvadratkilometer. Räknas de 4 avrinningsområdena uppströms in blir den ackumulerade arean 44,64 kvadratkilometer. Avrinningsområdets utflöde Testeboån (Grannäsån) mynnar i havet. Avrinningsområdet består mestadels av skog (77 procent). Avrinningsområdet har 0,99 kvadratkilometer vattenytor vilket ger det en sjöprocent på 8,5 procent.